# 天一阁博物院
29°52′25.51″N 121°32′08.24″E / 29.8737528°N 121.5356222°E
天一阁博物院是浙江省宁波市一座以明代藏书楼天一阁为核心的国家二级专题博物馆，位于浙江省宁波市海曙区天一街10号。是一个以藏书文化为核心，集藏书的研究、保护、管理、陈列、社会教育、旅游观光于一体的专题性博物馆。占地面积约为34000平方米，[1]分藏书文化区、园林休闲区、陈列展览区。宁波市天一阁博物馆藏品包括古籍、字画、碑帖、各种出土和传世的陶瓷器、铜器、玉器等和地方工艺精品。截至2019年，宁波市天一阁博物馆馆藏各类古籍近30万卷，其中以地方志、登科录等史料性书籍居多，其中珍椠善本8万余卷。成立于1994年11月。博物馆下辖天一阁及其附近的秦氏支祠、陈氏宗祠以及海曙区境内的伏跗室、天封塔、白云庄、宁波鼓楼等文物保护单位。其中，天一阁、秦氏支祠和白云庄为全国重点文物保护单位。博物馆亦是全国古籍重点保护单位和国家级古籍修复中心。

## 历史沿革
天一阁博物院的历史可以追溯到1933年。当年，天一阁的东墙被台风吹倒，范氏后人无力维修。于是地方人士组成了重修天一阁委员会，筹款修缮天一阁，并把原来在宁波孔庙内的尊经阁，连同当地的一批宋代至清代碑刻，一齐迁建于天一阁的后院，命名为“明州碑林”。1949年中国人民解放军占领宁波后，宁波军管会文教部接管天一阁，在尊经阁内开设古物陈列所并聘请范氏后人范鹿其为主任。1960年，古物陈列所改建为宁波市文物管理委员会。1994年，宁波市博物馆并入天一阁并成立宁波天一阁博物馆。2020年4月30日,宁波市天一阁博物馆、宁波市保国寺古建筑博物馆整合组建宁波市天一閣博物院。

## 建筑园林

天一阁博物院平面图

天一阁博物馆管理的主要区域为天一阁及其周边的秦氏支祠、陈氏宗祠和闻家祠堂。经过整修和开发，目前由三个部分组成：藏书文化区、陈列展览区和园林休闲区。其中，藏书文化区由宝书楼（即天一阁藏书楼）、范氏居住区和民国迁建的尊经阁、明州碑林等组成。陈列展览区由秦氏支祠、芙蓉洲和书画馆组成。园林休闲区由各种园林景点组成。除此之外，博物馆还管理伏跗室、天封塔、白云庄、宁波鼓楼等馆外文物保护单位。

### 天一阁
天一阁是天一阁博物院的核心，包括宝书楼、东明草堂、司马第以及附属园林，主要展示藏书文化。1982年成为第二批全国重点文物保护单位。

### 秦氏支祠
秦氏支祠位于天一阁博物院西南，始建于1925年，为宁波银行家秦际瀚所建，其建筑融合了木雕、砖雕、石雕、贴金、拷作等多种传统民间工艺，为宁波传统建筑的集大成者。2001年并入天一阁全国重点文物保护单位。

### 尊经阁

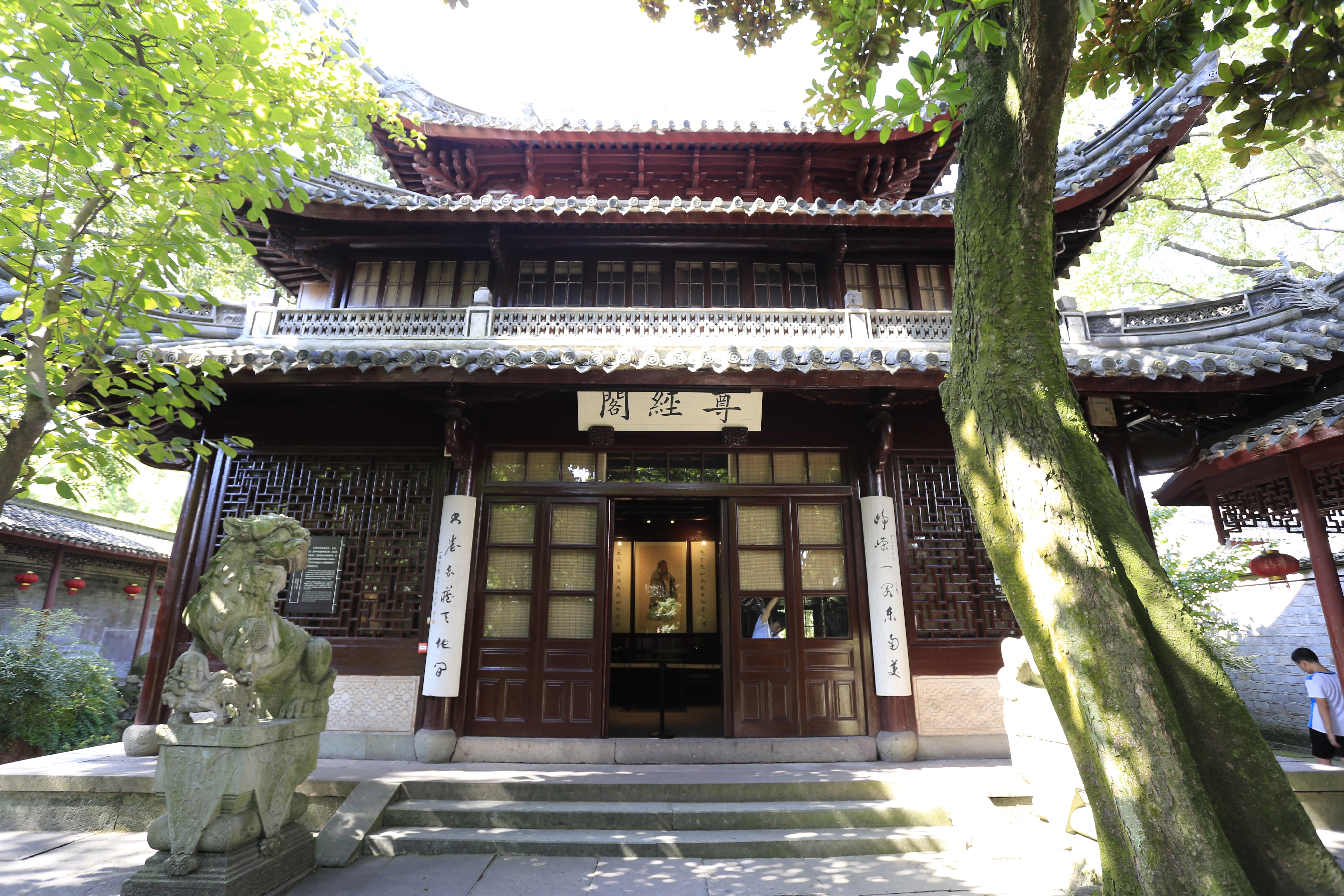
尊经阁

尊经阁原先位于宁波府学内，建于光绪年间，1935年天一阁重建时迁入天一阁内。建筑格局为重檐歇山顶。内藏御赐书籍和儒家经典。

### 明州碑林

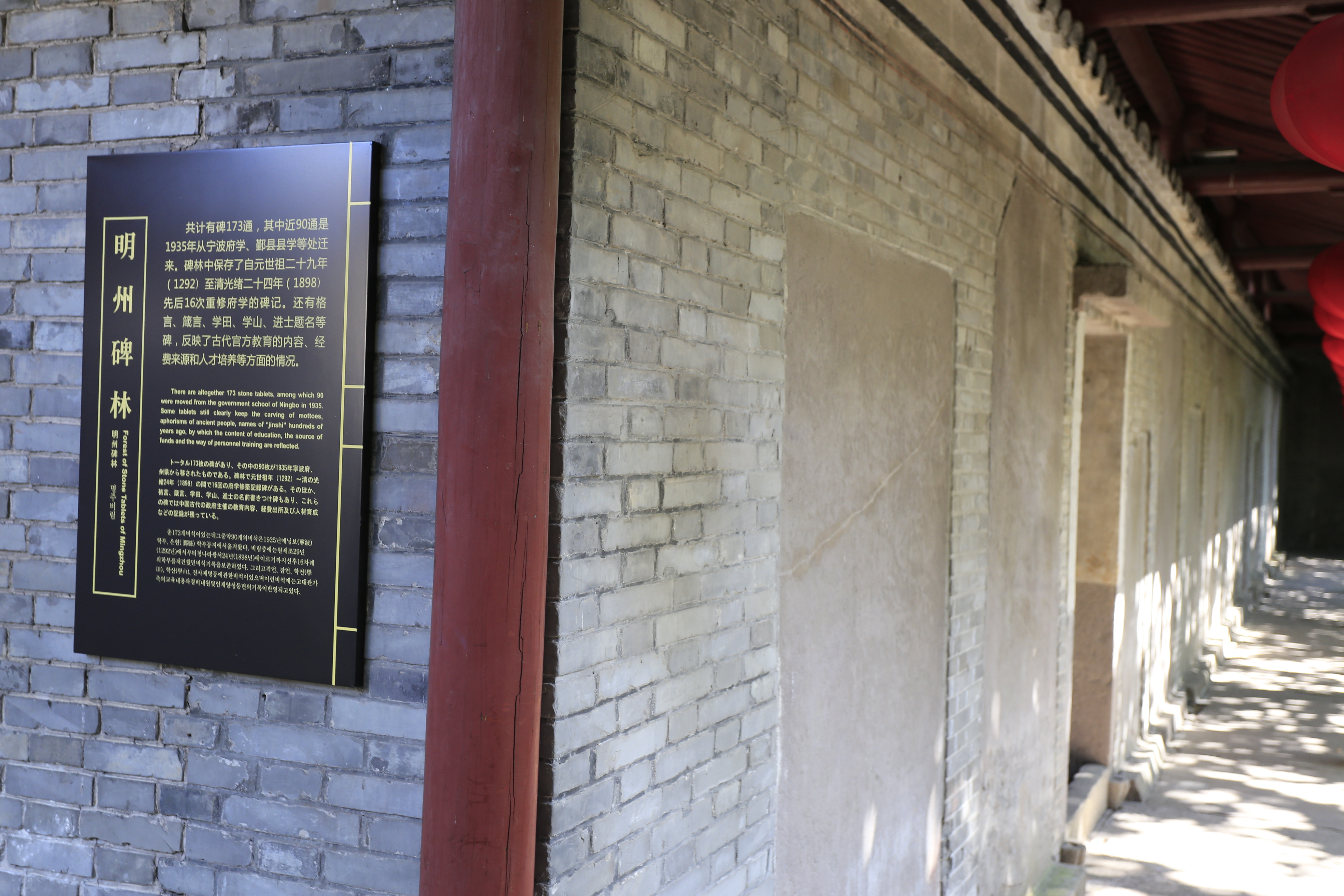
明州碑林

位於天一閣博物院東側，1933年至1935年重修天一閣時，除遷入原來在寧波孔廟內的尊經閣外，並連同當地的一批宋代至清代碑刻，一齊遷建於天一閣的後院，命名為「明州碑林」。後又陸續遷入其他古碑。

### 千晋斋

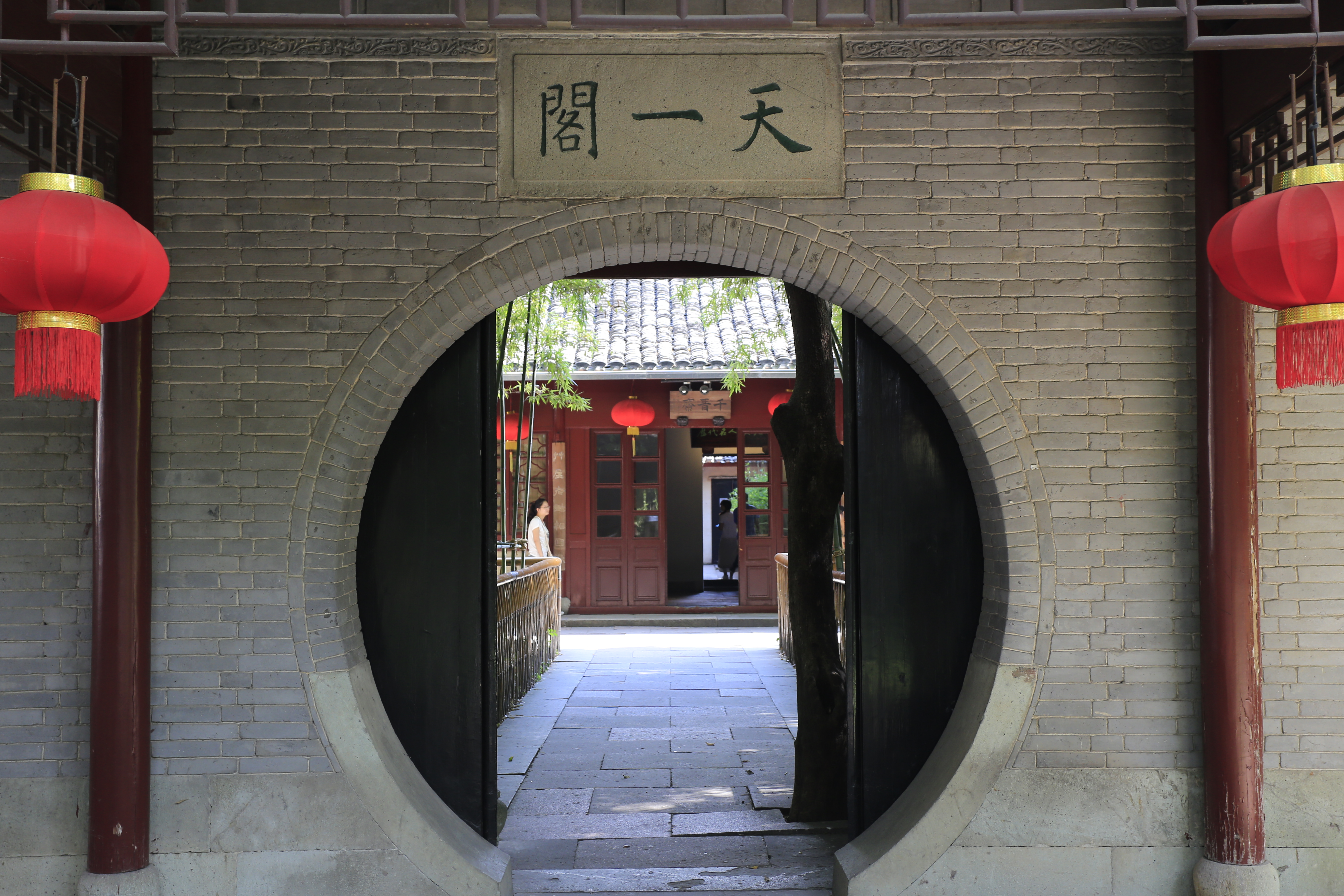
千晋斋入口

位於天一閣博物院內鄰寶書樓與尊金閣的一排1930年代修築的平房，馬廉於1933年至1935年重修天一閣時，將其所收藏千餘塊漢晉時期古磚全數捐給天一閣，天一閣於此闢室陳列時，仍延用馬廉原藏所舊名。

### 百鹅亭

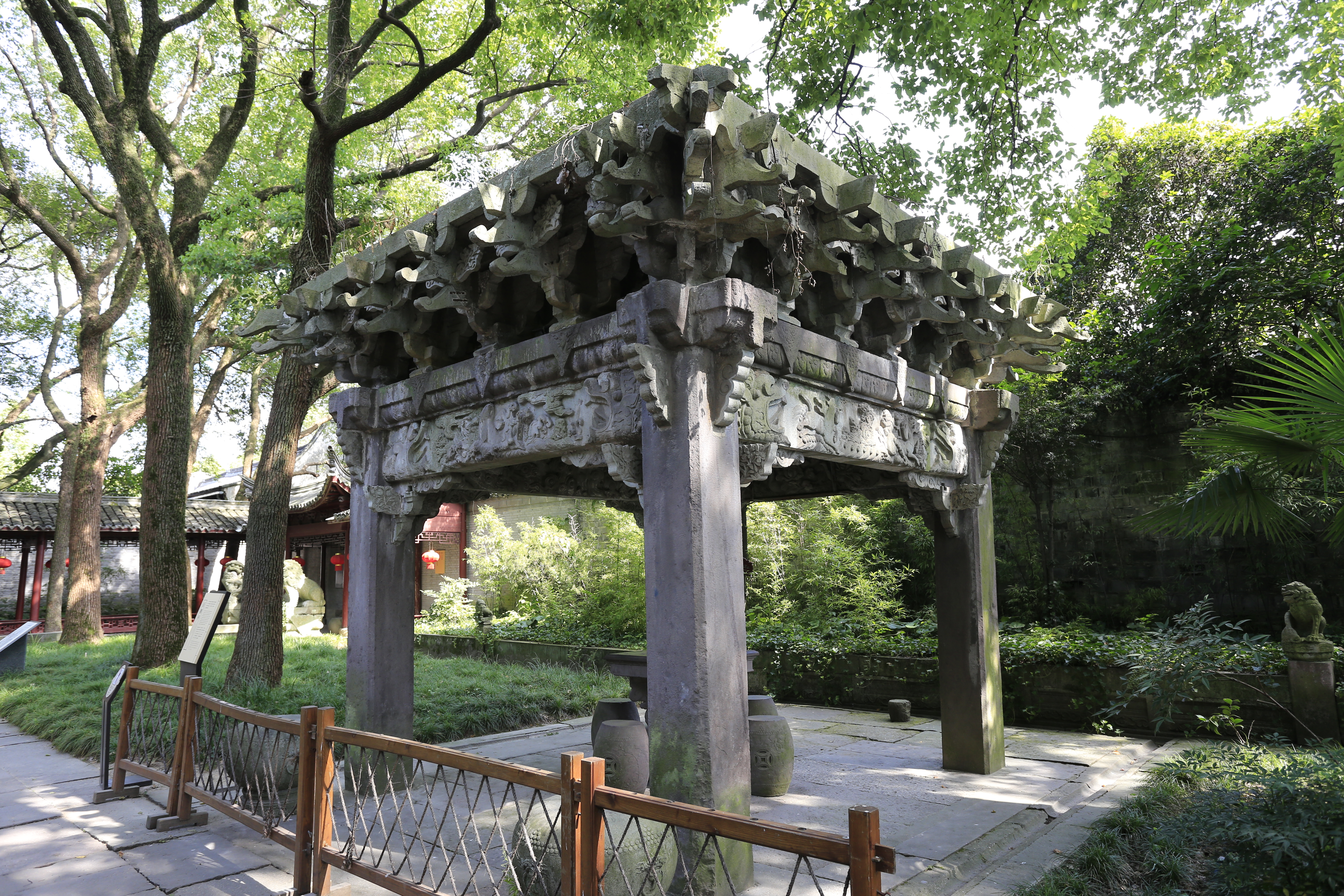
百鹅亭

百鹅亭，建于明万历年间，原在宁波祖关山，系墓前祭亭，1959年移入天一阁。枋额等处雕有“鱼跃龙门”、“双狮戏球”、“海马跃浪”、“麒麟招宝”等图样。

### 水北阁
水北阁始建于同治三年（1864年）六月，原位于宁波西门外花池巷18号，为徐时栋的私人藏书楼，1984年列入海曙区文物保护单位。1996年迁移至天一阁博物馆南园中，1999年作为中国地方志珍藏馆使用。

### 陈氏宗祠
陈氏宗祠为现代麻将发明人陈鱼门的家族祠堂，目前开辟为麻将起源地陈列馆。

## 展览
天一阁博物院在与宁波市博物馆合并期间，曾经举办常设的宁波史迹和工艺展览，但目前这部分展览已迁移至2008年修建的宁波博物馆中。目前所设的陈列包括私人藏书楼陈列、天一阁史迹陈列、天一阁帖石陈列、千晋斋藏砖陈列、秦氏支祠文化陈列、麻将起源地陈列、中国地方志珍藏馆共7个常设陈列室。

## 图片
- 天一阁匾额
- 尊经阁
- 秦氏支祠戏楼
- 麻将陈列馆展出的麻将